# 툼레이더: 마지막 계시록
툼레이더: 마지막 계시록(Tomb Raider: The Last Revelation)은 코어 디자인이 개발하고 아이도스 인터랙티브가 배급한 액션 어드벤처 게임이다. 1999년 플레이스테이션과 마이크로소프트 윈도우용으로 출시되었고 이듬해에 드림캐스트와 맥 OS용으로 출시되었다. 툼 레이더 시리즈 중 4번째 게임이다. 탐험가 라라 크로프트가 적과 싸우며 퍼즐을 풀며 진행해 나간다.
마지막 계시록의 개발은 1998년 시작되었다. 이 게임은 대체적으로 긍정적인 평을 받았다.

## 평가
| 평론 점수 평론사 점수 드림캐스트 PC PS CVG [ 1 ] N/A N/A 에지 N/A 8/10 [ 2 ] N/A EGM 3/10 [ 3 ] N/A N/A 게임스팟 5.4/10 [ 4 ] 7.4/10 [ 5 ] 6/10 [ 6 ] IGN 3/10 [ 7 ] 7/10 [ 8 ] 8.5/10 [ 9 ] 넥스트 제네레이션 [ 10 ] N/A [ 11 ] PSM N/A N/A 10/10 [ 12 ] ODCM (UK) 7/10 [ 13 ] N/A N/A 통합 점수 게임랭킹스 62% [ 14 ] 75% [ 15 ] 79% [ 16 ] |            |        |        |
| 평론 점수 |            |        |        |
| 평론사 | 점수       | 점수   | 점수   |
| 평론사 | 드림캐스트 | PC     | PS     |
| CVG | [ 1 ]      | N/A    | N/A    |
| 에지 | N/A        | 8/10   | N/A    |
| EGM | 3/10       | N/A    | N/A    |
| 게임스팟 | 5.4/10     | 7.4/10 | 6/10   |
| IGN | 3/10       | 7/10   | 8.5/10 |
| 넥스트 제네레이션 | [ 10 ]     | N/A    | [ 11 ] |
| PSM | N/A        | N/A    | 10/10  |
| ODCM (UK) | 7/10       | N/A    | N/A    |
| 통합 점수 |            |        |        |
| 게임랭킹스 | 62%        | 75%    | 79%    |